# Pain (album)
Pain är det självbetitlade musikalbumet av Pain som släpptes 1997. Och är det första i ordningen och första under The Abyss Studio.

## Låtförteckning
1. On Your Knees (Again) (04:35)
2. Rope Around My Neck (04:31)
3. Learn How To Die (03:54)
4. Don't Let Me Down (04:20)
5. Breathe (04:21)
6. Greed (02:42)
7. Choke On Your Lies (04:53)
8. The Last Drops Of My Life (04:02)
9. Hate Me (Bonus Track) (05:22)
10. Liar (Bonus Track) (05:18)
11. Thru The Ground (Bonus Track) (03:56)